# Associazione Calcio Trento 1939-1940
Questa voce raccoglie le informazioni riguardanti l'Associazione Calcio Trento nelle competizioni ufficiali della stagione 1939-1940.

## Rosa
| N. |                   | Ruolo | Calciatore          |
| -- | ----------------- | ----- | ------------------- |
|    | Italia (bandiera) | C     | Carlo Bernardin     |
|    | Italia (bandiera) | A     | Eraldo Buonuomi     |
|    | Italia (bandiera) | P     | Riccardo Bussolari  |
|    | Italia (bandiera) | D     | Giovanni Mario Doro |
|    | Italia (bandiera) | D     | Angelo Faggiotto    |
|    | Italia (bandiera) |       | Ermenegildo Filippi |
|    | Italia (bandiera) | D     | Gilberto Filippi    |
|    | Italia (bandiera) | P     | Vittorio Fraccaro   |

| N. |                   | Ruolo | Calciatore       |
| -- | ----------------- | ----- | ---------------- |
|    | Italia (bandiera) | A     | Sergio Maestri   |
|    | Italia (bandiera) | A     | Piero Pezzali    |
|    | Italia (bandiera) | A     | Bruno Ravagni    |
|    | Italia (bandiera) | D     | Gino Ravizza     |
|    | Italia (bandiera) | A     | Ezio Rungatscher |
|    | Italia (bandiera) | C     | Francesco Scoz   |
|    | Italia (bandiera) | C     | Mario Sinatra    |
|    | Italia (bandiera) | D     | Mario Tomasi     |